# Courcelles (métro de Paris)
Pour les articles homonymes, voir Courcelles.
Courcelles est une station de la ligne 2 du métro de Paris, située à la limite des 8e et 17e arrondissements de Paris.

## Situation
La station est implantée à la limite administrative entre le quartier de l'Europe à l'est, le quartier du Faubourg-du-Roule au sud et le quartier de la Plaine-de-Monceaux au nord. Elle se trouve sous le boulevard de Courcelles à l'est de l'intersection avec la rue éponyme, les quais étant établis entre cette dernière voie et le croisement avec la rue Alfred-de-Vigny. Approximativement orientée selon un axe est-ouest, elle s'intercale entre les stations Ternes et Monceau.

## Histoire
La station est ouverte le 7 octobre 1902 avec la mise en service du tronçon entre Étoile (actuelle station Charles de Gaulle - Étoile) et Anvers de la ligne 2 Nord, laquelle deviendra plus simplement la ligne 2 le 17 octobre 1907 à la suite de l'absorption de la ligne 2 Sud (correspondant à une large part de l'actuelle ligne 6) par la ligne 5 le 14 octobre de la même année.
Elle doit sa dénomination à son implantation au croisement du boulevard de Courcelles d'une part et de la rue de Courcelles d'autre part, cette dernière tenant elle-même ce nom du Hameau de Courcelles auquel elle conduisait directement via la barrière éponyme, une ancienne porte du mur des Fermiers généraux localisée à l'emplacement actuel de la station de métro.
Dans les années 1960, les quais font l'objet d'une première modernisation par la mise en place d'un carrossage métallique sur les piédroits, doté de montants horizontaux de couleur vert d'eau ainsi que de cadres publicitaires dorés, éclairés par le haut. Cet aménagement, alors largement déployé sur le réseau en tant que moyen de rénover les stations rapidement et à moindre coût, voit ses lambris métalliques repeints en bleu dans les années 1990 et ses bancs d'origine remplacés par des sièges blancs de style « Motte », lesquels rompent ainsi l'uniformité colorimétrique de la décoration.
Dans le cadre du programme « Renouveau du métro » de la RATP, le hall d'accueil ainsi que les couloirs de la station sont rénovés le 22 novembre 2002, puis c'est au tour des quais de faire l'objet du même traitement en 2008, ce qui entraîne le retrait définitif de leur carrossage publicitaire au profit d'un renouvellement à l'identique du carrelage blanc biseauté d'origine.

### Fréquentation
Selon les estimations de la RATP, la station a vu entrer 2 557 929 voyageurs en 2019, ce qui la place à la 204e position des stations de métro pour sa fréquentation sur 302,. En 2020, avec la crise du Covid-19, son trafic annuel tombe à 1 168 779 voyageurs, la reléguant alors au 225e rang, avant de remonter progressivement en 2021 avec 1 583 429 entrants comptabilisés, ce qui la classe à la 224e position des stations du réseau pour sa fréquentation cette année-là.

## Services aux voyageurs

### Accès
La station dispose de deux accès constitués d'escaliers fixes débouchant de part et d'autre du boulevard de Courcelles, agrémentés pour chacun d'un mât avec un « M » jaune inscrit dans un cercle et d'une balustrade d'aspect sobre, en acier peint en vert :
- l'accès no 1 « Boulevard de Courcelles - Parc Monceau » débouchant au droit du no 53 du boulevard précité ;
- l'accès no 2 « Rue de Chazelles » se trouvant face au no 1 de cette rue, à l'angle avec le boulevard de Courcelles.

Accès à la station
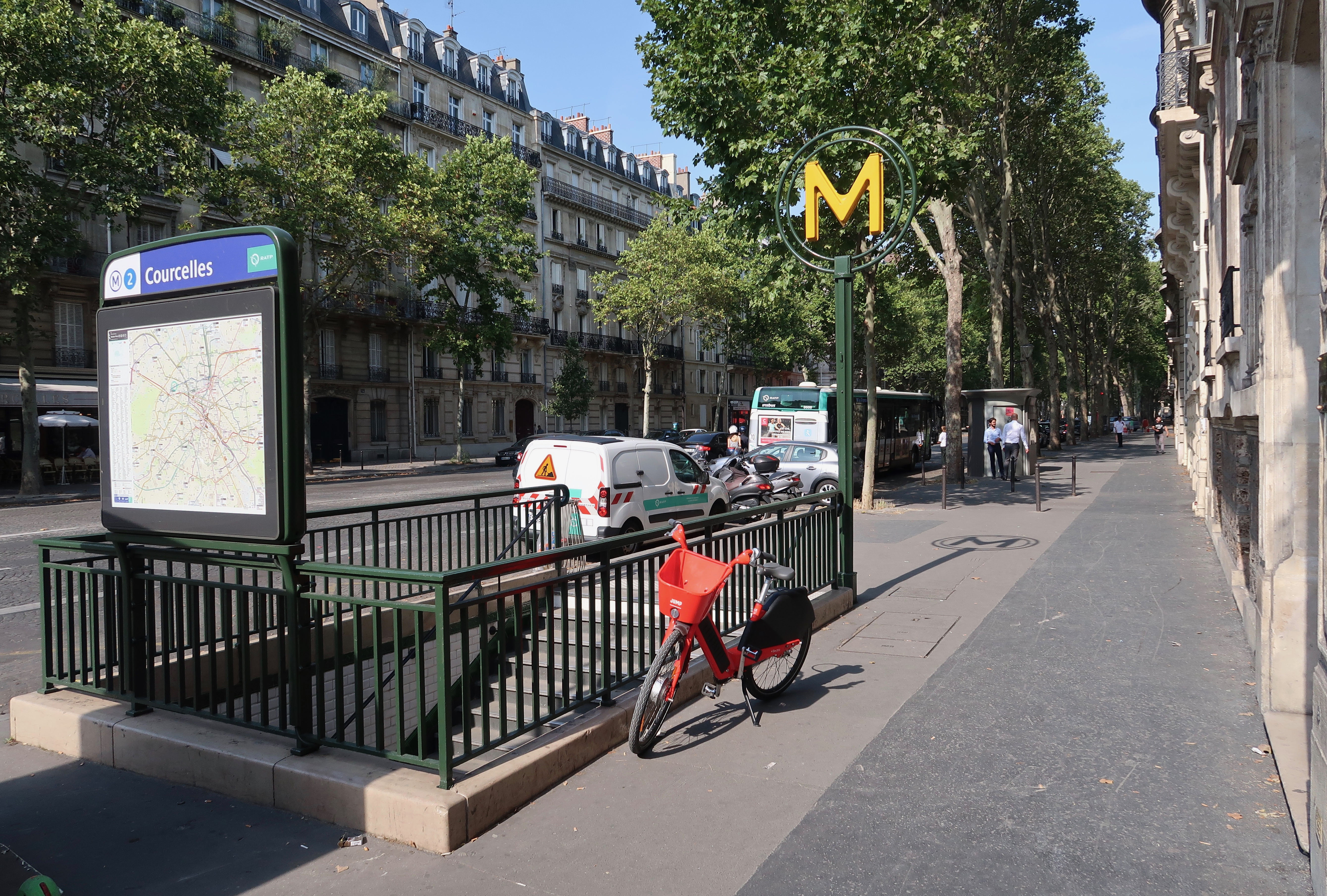
L'accès no 1, « Boulevard de Courcelles ».
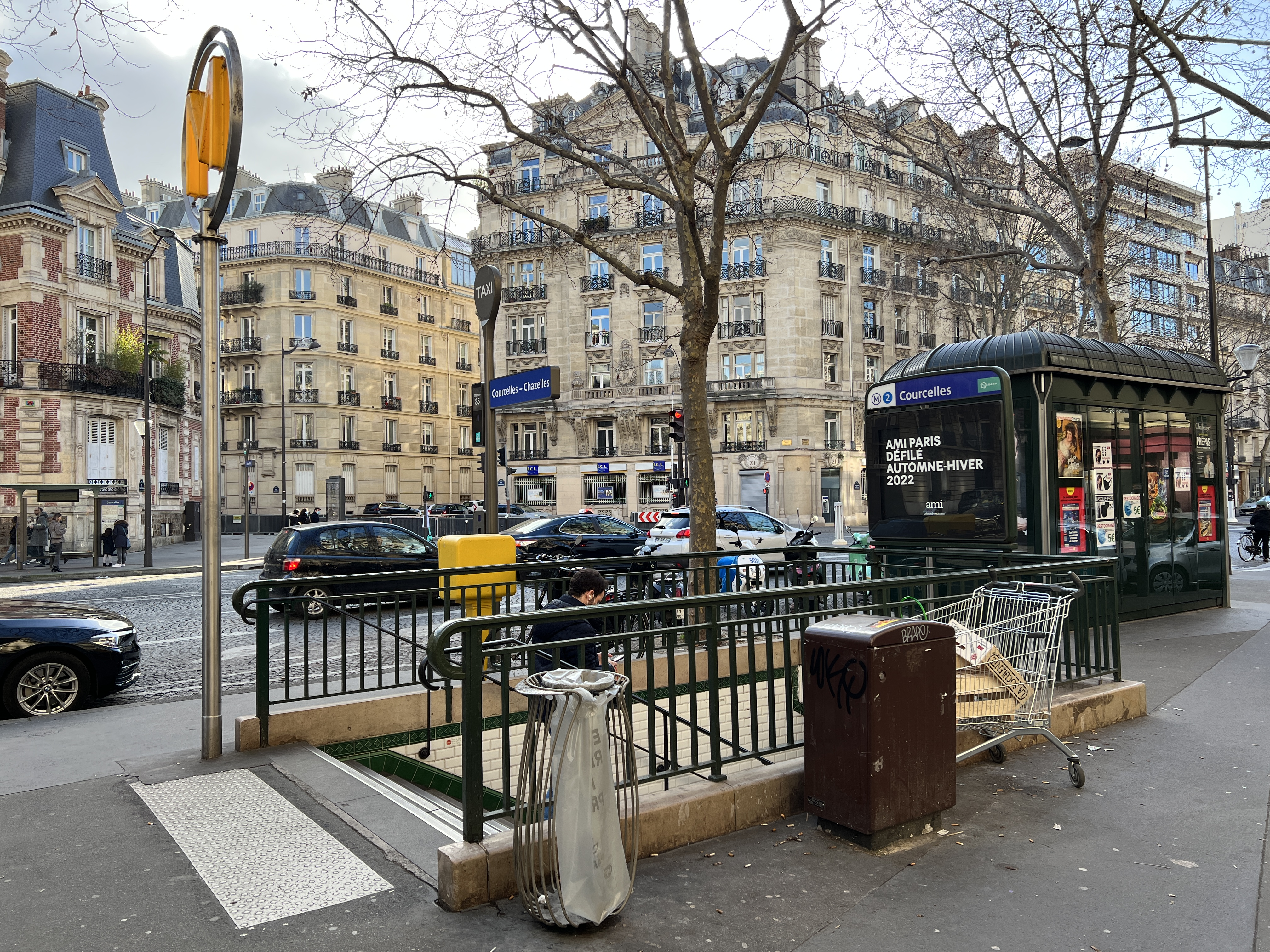
L'accès no 2, « Rue de Chazelles ».

### Quais
Courcelles est une station de configuration standard pour le métro de Paris : elle possède deux quais, d'une longueur conventionnelle de 75 mètres, séparés par les voies du métro situées au centre et la voûte est elliptique. La décoration est du style utilisé pour la majorité des stations du métro : les bandeaux d'éclairages sont blancs et arrondis dans le style « Gaudin » du renouveau du métro des années 2000, et les carreaux en céramique blancs biseautés recouvrent les piédroits, la voûte ainsi que les tympans. Les cadres publicitaires sont en céramique blanche et le nom de la station est inscrit en police de caractères Parisine sur des plaques émaillées. Les sièges de style « Akiko » sont de couleur orange.

Quais de la station
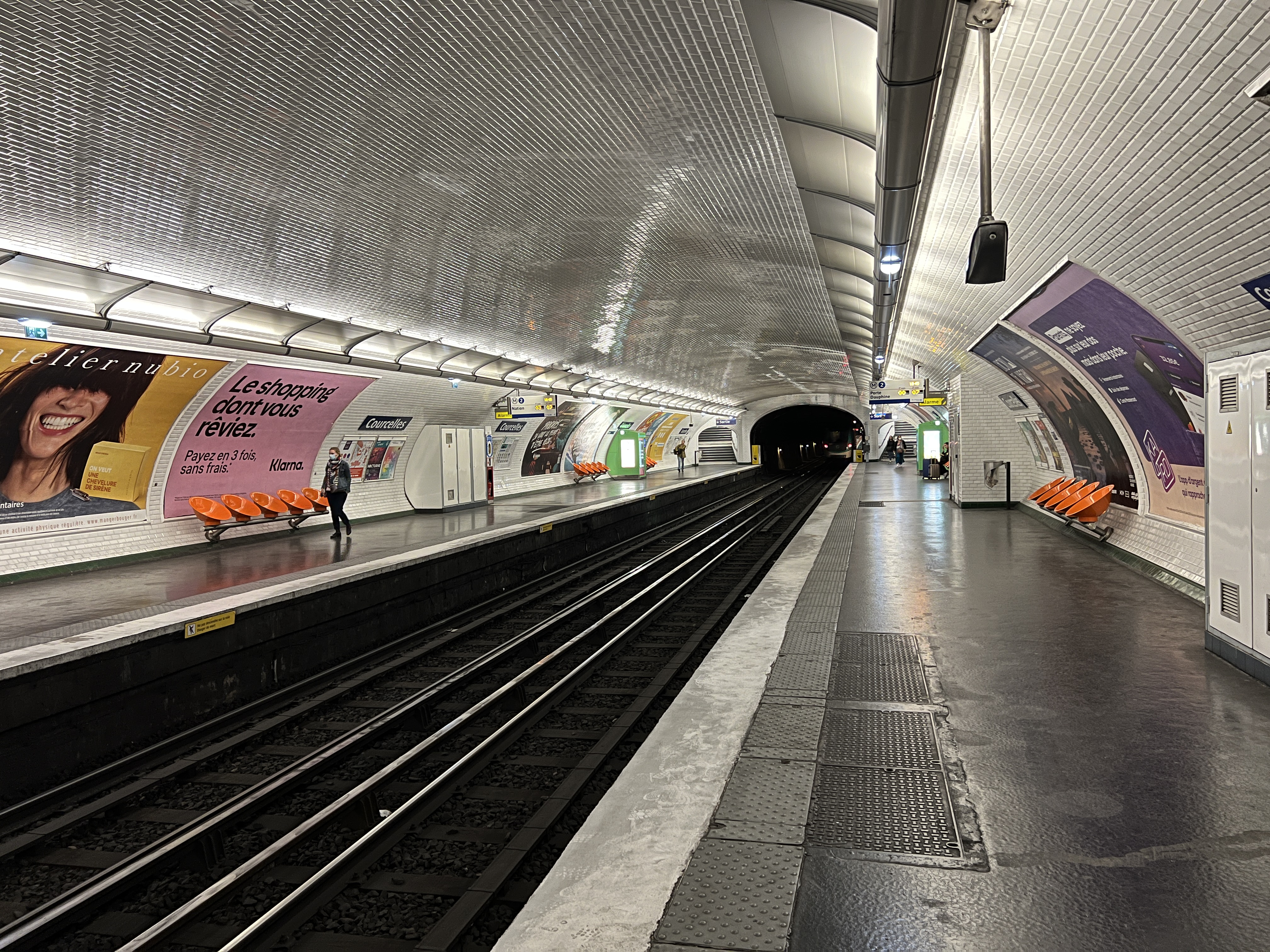
Vue d'ensemble des quais en direction de Porte Dauphine.
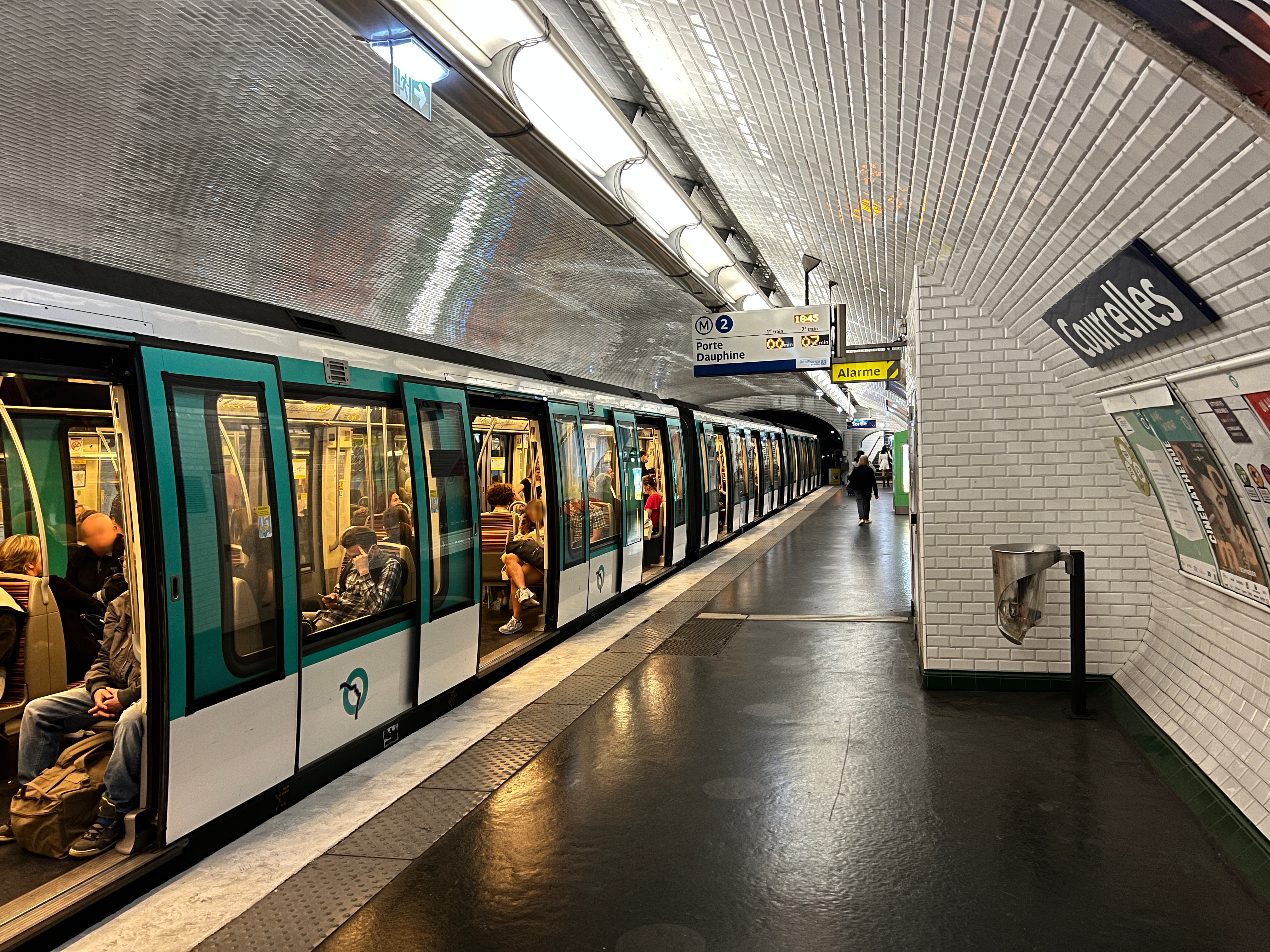
Arrêt d'une rame MF 01 en direction de Porte Dauphine.
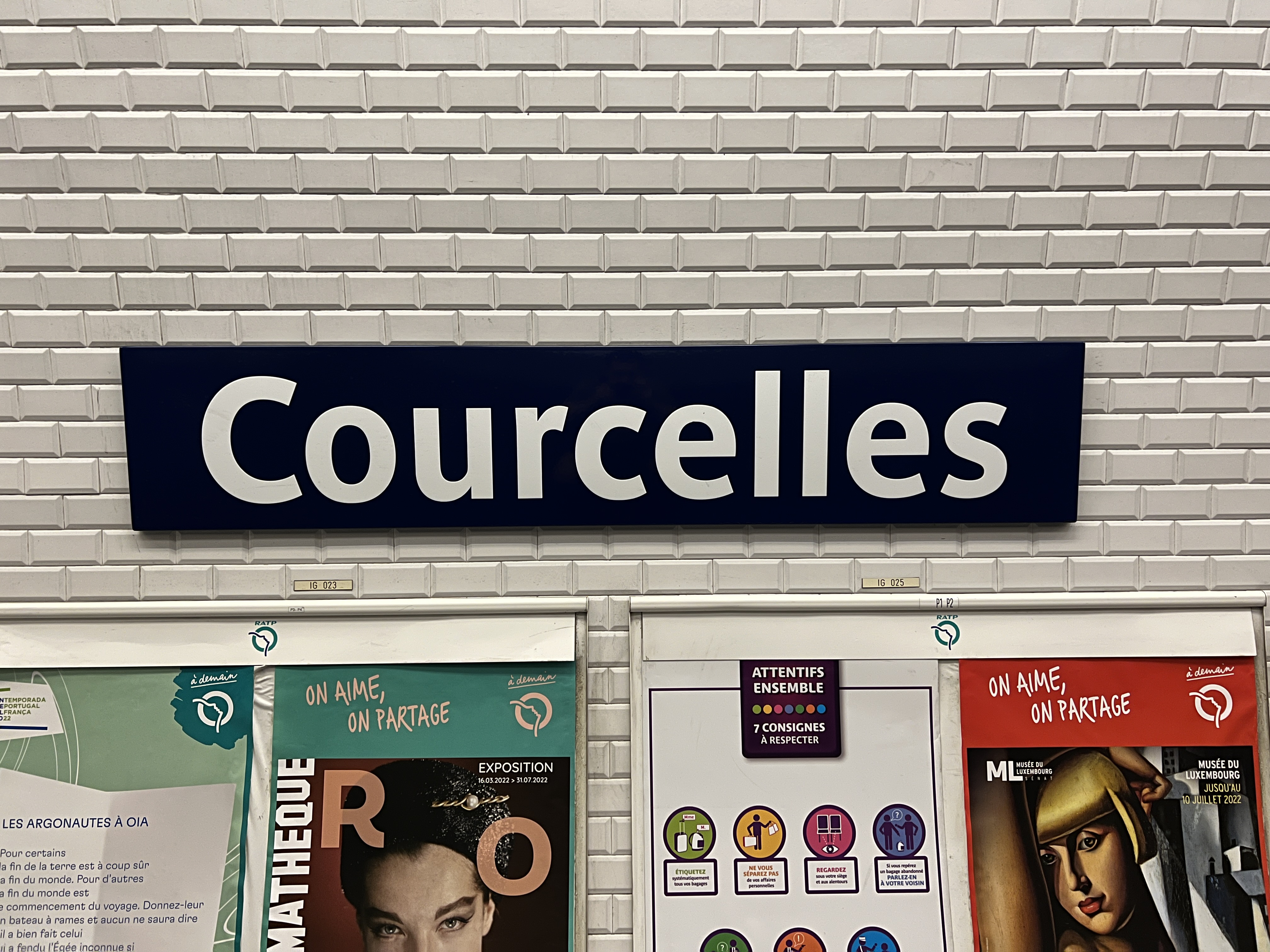
Plaque émaillée indiquant le nom de la station.

### Intermodalité
La station est desservie par les lignes 30 et 84 du réseau de bus RATP. 

## À proximité
- Ambassade d'Arabie Saoudite
- Cathédrale Saint-Alexandre-Nevsky
- Église suédoise de Paris
- Ambassade d'Haïti
- Ambassade du Japon
- Parc Monceau
- Ambassade de Singapour
- Salle Pleyel